# Ташнад (Сату Маре)
Ташнад (рум. Tăşnad) насеље је у Румунији у округу Сату Маре у општини Ташнад. Oпштина се налази на надморској висини од 177 m.

## Становништво
Према подацима из 2002. године у насељу је живело 7495 становника.

### Попис2002.
| Расподела становништва по националности 2002.‍ | Расподела становништва по националности 2002.‍ | Расподела становништва по националности 2002.‍ | Расподела становништва по националности 2002.‍ | Расподела становништва по националности 2002.‍ |
| --------------------------------------------- | --------------------------------------------- | --------------------------------------------- | --------------------------------------------- | --------------------------------------------- |
|                                               |                                               |                                               |                                               |                                               |
| Румуни                                        | Румуни                                        |                                               | 3.603                                         | 48,1%                                         |
| Мађари                                        | Мађари                                        |                                               | 3.300                                         | 44,1%                                         |
| Роми                                          | Роми                                          |                                               | 507                                           | 6,8%                                          |
| Украјинци                                     | Украјинци                                     |                                               | 10                                            | 0,1%                                          |
| Немци                                         | Немци                                         |                                               | 70                                            | 0,9%                                          |